# Колосівка (Вознесенський район)
Колосі́вка (також Бондарівка, Мала Колосівка) — село в Україні, у Веселинівській селищній громаді Вознесенського району Миколаївської області. Населення становить 288 осіб. До 2016 року орган місцевого самоврядування — Зеленівська сільська рада.
Селом проходить залізнична лінія на Одесу.

## Історія
7 (20) листопада 1917 року, відповідно до Третього Універсалу Української Центральної Ради, увійшло до складу Української Народної Республіки.  

## Постаті
- Сімонов Василь Васильович (1989—2022) — капітан Збройних сил України, учасник російсько-української війни.